# Chionaema liboria
Chionaema liboria là một loài bướm đêm thuộc phân họ Arctiinae, họ Erebidae.